# بازآرایی ایرلند–کلایزن
بازآرایی ایرلند-کلایزن(به انگلیسی: Ireland–Claisen rearrangement) یک واکنش شیمیایی بین یک استر آلیلی با یک باز قوی برای تولید یک کربوکسیلیک اسید غیر اشباع γ، δ است.

## همچنین ببینید
- بازآرایی کوپ
- بازآرایی اورمن